# Doble Difunta Correa
La Doble Difunta Correa est une course cycliste argentine disputée sur une journée dans la province de San Juan. Créée en 1947, cette épreuve rend hommage au personnage mythique de la Difunta Correa. Elle est organisée par le Club Ciclista Alvear,. 
La course n'est pas inscrite au calendrier de l'UCI. Elle fait néanmoins partie des rendez-vous majeurs de la saison cycliste dans le pays,. 

## Palmarès
| Année     | Vainqueur              | Deuxième              | Troisième            |
| --------- | ---------------------- | --------------------- | -------------------- |
| 1947      | Salvador Ortega        |                       |                      |
| 1948-1960 | non disputé            | non disputé           | non disputé          |
| 1961      | Néstor Giugni          |                       |                      |
| 1962      | Antonio Muñoz          |                       |                      |
| 1963      | Carlos Salcedo         |                       |                      |
| 1964      | Reinaldo Villavicencio |                       |                      |
| 1965      | Héctor Segovia         |                       |                      |
| 1966      | Eduardo Bustos         |                       |                      |
| 1967      | Eduardo Bustos         |                       |                      |
| 1968      | Héctor Segovia         |                       |                      |
| 1969      | Marcelo Chancay        |                       |                      |
| 1970      | Juan Zenón Fuentes     |                       |                      |
| 1971      | José Serrano           |                       |                      |
| 1972      | José Serrano           |                       |                      |
| 1973      | Antonio Matesevach     |                       |                      |
| 1974      | Luis Espinoza          |                       |                      |
| 1975      | Roberto Bernard        |                       |                      |
| 1976      | Roberto Bernard        |                       |                      |
| 1977      | Moisés Carrizo         |                       |                      |
| 1978      | Roberto Bernard        |                       |                      |
| 1979      | Manuel Recabarren      |                       |                      |
| 1980      | Gabriel Capellino      |                       |                      |
| 1981      | Roberto Bernard        |                       |                      |
| 1982      | Manuel Recabarren      |                       |                      |
| 1983      | Marcelo Gil            |                       |                      |
| 1984      | Luis Espinoza          |                       |                      |
| 1985      | Jorge Sánchez          |                       |                      |
| 1986      | Manuel Vargas          |                       |                      |
| 1987      | Luis Barón             |                       |                      |
| 1988      | Rolando Carrizo        |                       |                      |
| 1989      | Raúl Ruarte            |                       |                      |
| 1990      | Leonardo Ferreira      |                       |                      |
| 1991      | Raúl Ruarte            |                       |                      |
| 1992      | Leonardo Ferreira      |                       |                      |
| 1993      | Diego Pérez            |                       |                      |
| 1994      | Raúl Ruarte            |                       |                      |
| 1995      | Carlos Escudero        |                       |                      |
| 1996      | Fabián Graziani        |                       |                      |
| 1997      | Gustavo Toledo         |                       |                      |
| 1998      | Raúl Ruarte            |                       |                      |
| 1999      | Gustavo Toledo         |                       |                      |
| 2000      | Gustavo Toledo         |                       |                      |
| 2001      | Fernando Antogna       |                       |                      |
| 2002      | Orlando Chávez         | Facundo Bazzi (es)    | Fernando Antogna     |
| 2003      | Luciano Montivero      | Ariel Mengual         | Fernando Antogna     |
| 2004      | Oscar Villalobo        | Elio Olivera          | Víctor Aguero        |
| 2005      | Alejandro Borrajo      | Raúl Turano           | Mario Giménez        |
| 2006 (1)  | Juan José Haedo        | Sergio Montivero      | Adolfo Trabochi      |
| 2006 (2)  | Darío Díaz             | Emanuel Saldaño       | Gerardo Fernández    |
| 2007      | Mauricio Pérez         | Alejandro Borrajo     | Martín Garrido       |
| 2008      | Armando Borrajo (de)   | Ricardo Escuela       | Claudio Flores       |
| 2009      | non disputé            | non disputé           | non disputé          |
| 2010      | Claudio Flores         | Ricardo Escuela       | Armando Borrajo (de) |
| 2011      | Franco López           | Daniel Juárez         | Emiliano Ibarra      |
| 2012 (1)  | Daniel Zamora          | Cristian Clavero      | Ricardo Escuela      |
| 2012 (2)  | Sebastián Nieto        | Alejandro Quilci      | Lucas Lopardo        |
| 2013      | Ricardo Escuela        | Héctor Lucero         | Emiliano Fernández   |
| 2014      | Emiliano Fernández     | Adrián Richeze        | Mauricio Muller      |
| 2015      | Ricardo Escuela        | Adrián Richeze        | Gabriel Juárez       |
| 2016      | non disputé            | non disputé           | non disputé          |
| 2017 (1)  | Adrián Richeze         | José Luis Rivera      | Daniel Juárez        |
| 2017 (2)  | Nicolás Naranjo        | Gerardo Tivani        | Alfredo Lucero       |
| 2018      | Maximiliano Richeze    | Víctor Arroyo         | Juan Molina          |
| 2019      | Nicolás Tivani         | Laureano Rosas        | Gerardo Tivani       |
| 2020      | non disputé            | non disputé           | non disputé          |
| 2021      | Laureano Rosas         | Ricardo Escuela       | Nicolás Naranjo      |
| 2022      | Mauro Richeze          | Maximiliano Navarrete | Mauricio Páez        |
| 2023      | Maximiliano Navarrete  | Ricardo Escuela       | Gerardo Tivani       |
| 2024      | Alan Ramírez           | Gerardo Tivani        | Rodrigo Díaz         |
| 2025      | Leonardo Cobarrubia    | Nicolás Tivani        | Ángel Oropel         |